# IC 5176
IC 5176 ist eine Balken-Spiralgalaxie vom Hubble-Typ SBbc im Sternbild Tukan am Südsternhimmel.
Das Objekt wurde am 21. August 1900 von DeLisle Stewart entdeckt.